# Vienna (Illinois)
Pour les articles homonymes, voir Vienna.
La ville de Vienna (en anglais [vaɪˈænə]) est le siège du comté de Johnson, dans l’État de l’Illinois, aux États-Unis. Sa population, qui s’élevait à 1 434 habitants lors du recensement de 2010, est estimée à 1 440 habitants en 2019.

## Galerie photographique

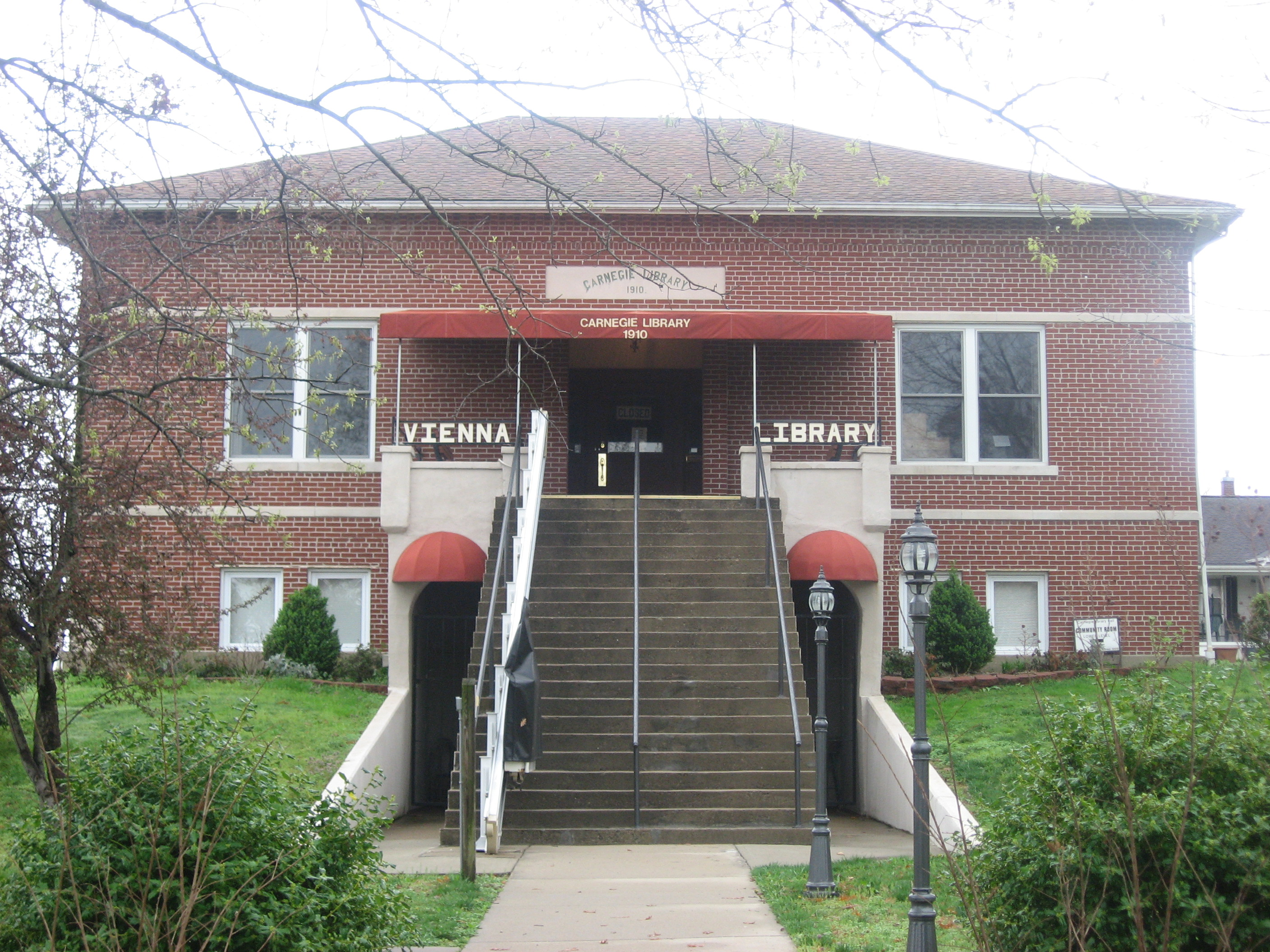
La bibliothèque de Vienna
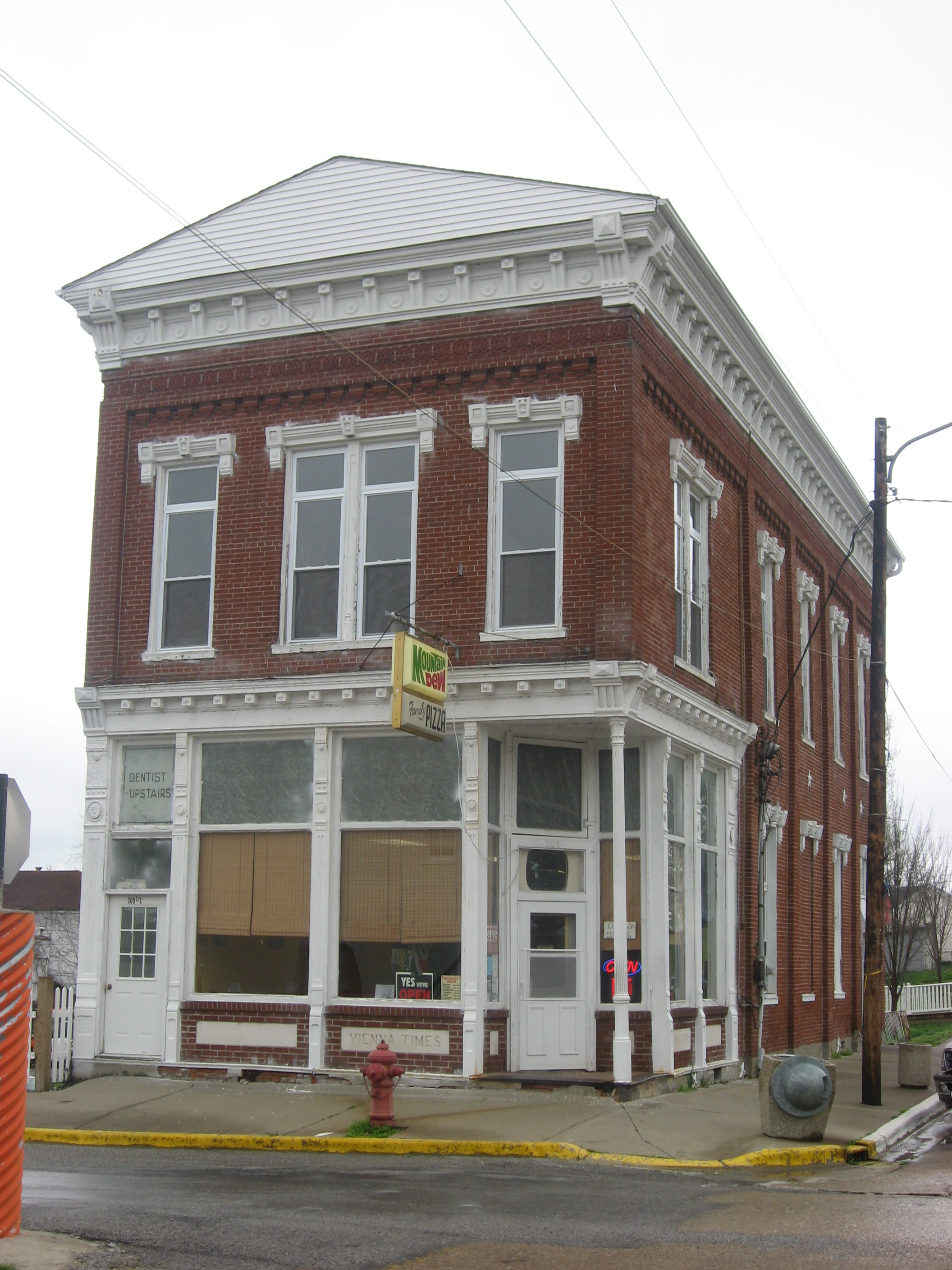
Les anciens bureaux du Vienna Times